# 10491 Chou
10491 Chou eller 1986 QS1 är en asteroid i huvudbältet som upptäcktes den 27 augusti 1986 av den belgiske astronomen Henri Debehogne vid La Silla-observatoriet. Den är uppkallad efter B. Ralph Chou.
Den har en diameter på ungefär 3 kilometer.